# Federico Laredo Brú
Federico Laredo Brú (San Juan de los Remedios, 23 de abril de 1875-La Habana, 7 de julio de 1946) fue un abogado y político cubano, presidente de la República de Cuba entre 1936 y 1940.

## Orígenes y primeros años
Se graduó en Derecho en la Universidad de La Habana, poco después se incorpora al ejército libertador en donde alcanza el grado de coronel, al finalizar la guerra fue presidente de la Audiencia de Santa Clara, y más tarde fiscal de la Audiencia de La Habana y del Tribunal Supremo de Justicia. 
Bajo el mandato del presidente José Miguel Gómez es nombrado secretario de Gobernación. En 1924 dirigió un Movimiento Nacional de Veteranos y Patriotas que se alzó en armas en Las Villas contra el gobierno de Alfredo Zayas; la sublevación terminó después de un acuerdo. En el gobierno de Carlos Manuel de Céspedes y Quesada fue secretario de Gobernación y secretario de Justicia de 1934-1936, vicepresidente en el gobierno de Miguel Mariano Gómez y cuando este renuncia asume la presidencia de la República.

## Gobierno
Durante su mandato se firma la ley de nueve centavos sobre el saco de azúcar, fija la zafra azucarera a casi tres millones de toneladas al año y con un precio por encima de los 1,7 centavos la libra.
Realiza importantes reformas como la Autonomía de la Universidad de La Habana, crea los institutos de segunda enseñanza así como el Consejo Corporativo de Educación, Sanidad y Beneficencia, crea las escuelas rurales y el Instituto Cívico-Militar, los hogares infantiles campesinos así como la Dirección Nacional de Deportes. En el área de la salud también durante su gobierno se crea el Servicio Técnico de Salud Pública y el Consejo Nacional de Tuberculosis.
En la economía surge la Ley de Coordinación Azucarera en 1937 para defender a los pequeños colonos. En diciembre de 1937 promulgó una Ley de Amnistía que incluyó al expresidente Gerardo Machado (exiliado) y por la que fueron liberados unos 3000 presos políticos, y en septiembre de 1938 legalizó el primer partido comunista cubano.
Laredo Brú promueve la organización de una asamblea constituyente en 1939 para redactar una nueva Carta Magna, todos los partidos fueron convocados a designar nuevos delegados a la constituyente y el Dr. Ramón Grau San Martín fue elegido presidente de la misma, poco después seguido a la renuncia del Dr. Grau la asamblea elige al Dr. Carlos Márquez Sterling como nuevo presidente a la asamblea, la Constitución entró en vigor el 10 de octubre de 1940. Fue sucedido por Fulgencio Batista que resultó electo como Presidente de Cuba (1940-1944) con una candidatura populista. Laredo Brú fue ministro de Justicia en este gobierno de Batista.
Conocida en la historiografía cubana como la Constitución del 40, fue considerada como una de las mejores y más progresistas constituciones de la época.
Laredo Brú también pasará tristemente a la historia por ser el presidente que negó la entrada a Cuba a los pasajeros del San Luis, un crucero alemán con 937 pasajeros, incluidos más de 900 refugiados judíos, que en 1939 habían obtenido visa de entrada en Cuba expedidas y vendidas por Manuel Benítez González, director de Inmigración de Cuba. El presidente Laredo emitió un decreto e invalidó los permisos, por lo que tuvieron que regresar casi todos a Europa (22 judíos, 4 españoles, y 2 cubanos fueron autorizados a quedarse en Cuba), porque Estados Unidos y Canadá tampoco le dieron permiso para quedarse en su país. Luego 254 de ellos terminaron sus vidas en los campos de concentración nazis.

## Últimos años y muerte
Federico Laredo Brú falleció de causas naturales en La Habana el 7 de julio de 1946, a los setenta y un años de edad.